# Narborough (Norfolk)
Narborough – wieś w Anglii, w hrabstwie Norfolk, w dystrykcie Breckland. Leży 49 km na zachód od Norwich i 140 km na północ od Londynu.
W 2001 miejscowość liczyła 1095 mieszkańców.